# Lemmini
Die Lemmini sind eine Tribus (Gattungsgruppe) der Säugetiere aus der Unterfamilie der Wühlmäuse (Arvicolinae). Sie umfasst die vier Gattungen mit insgesamt neun Arten.

## Merkmale
Die Arten sind kleine bis große Wühlmäuse mit kurzem Schwanz. Morphologisch lässt sich das Taxon vor allem anhand der Zähne von den anderen Wühlmäusen abgrenzen.

## Verbreitung, Lebensraum und Lebensweise
Das Verbreitungsgebiet umfasst die nördliche Holarktis. Nur eine Art, der Südliche Moorlemming, bewohnt die gemäßigte Zone, alle anderen Arten sind auf die arktische Region beschränkt. Die Arten bewohnen überwiegend feuchte Habitate wie feuchte Tundren und Nadelwälder, Sümpfe und Hochmoore. Den Winter verbringen die Tiere aktiv unter der Schneedecke, sie halten keinen Winterschlaf.

## Systematik

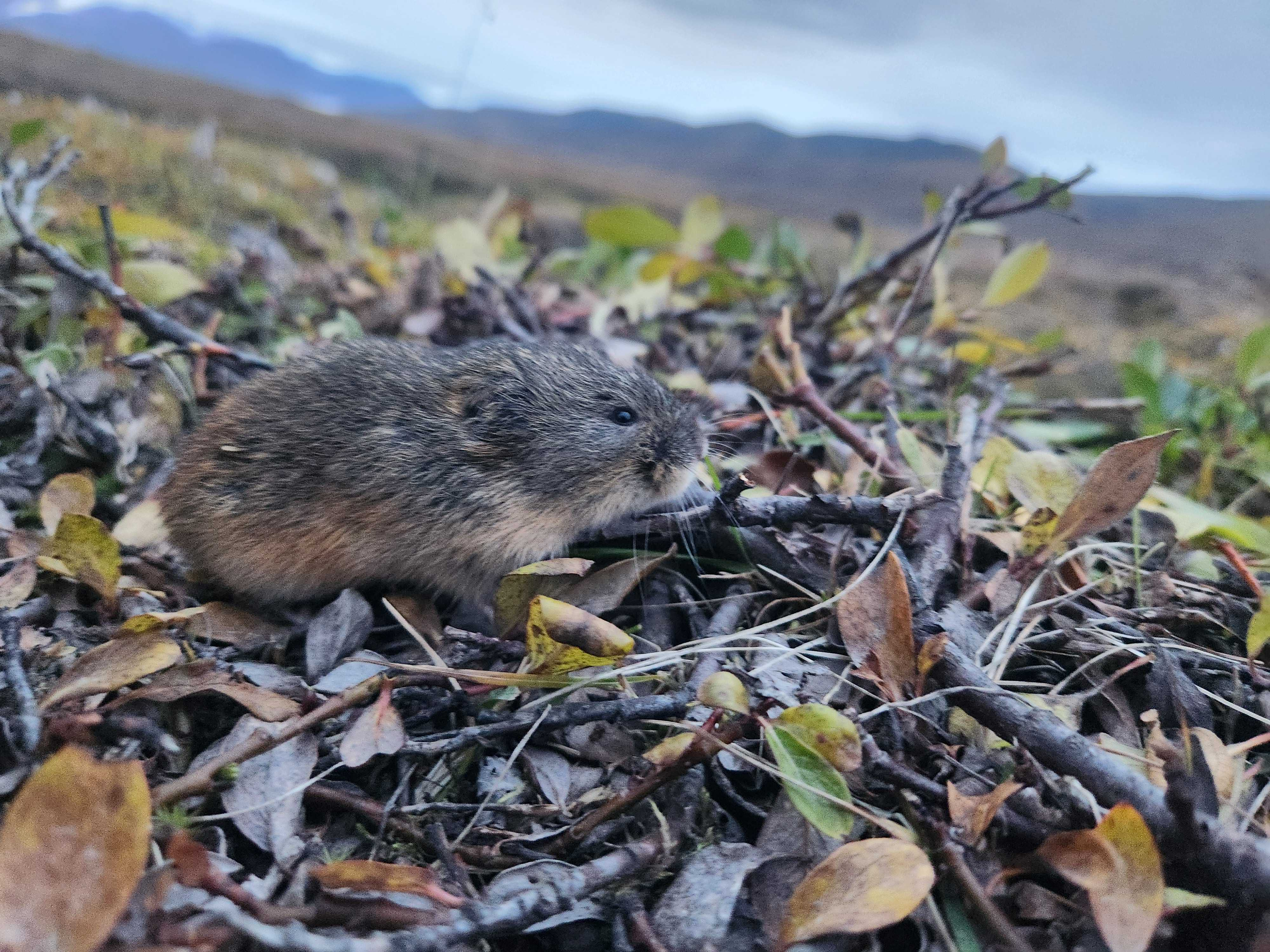
Brauner Lemming (L. trimucronatus)

Die Tribus Lemmini ist sowohl biochemisch als auch molekulargenetisch gut als Monophylum abgrenzbar und repräsentiert wahrscheinlich einen frühen Zweig der Wühlmäuse. Die Lemmini umfassen nach heutiger Sicht die vier Gattungen.
- Echte Lemminge (Lemmus)[4]
  - Berglemming (Lemmus lemmus)
  - Sibirischer Lemming (Lemmus sibiricus)
  - Brauner Lemming (Lemmus trimucronatus)
  - Bering-Lemming (Lemmus nigripes)
  - Amurlemming (Lemmus amurensis)
  - Ognev-Lemming (Lemmus paulus)
- Myopus
  - Waldlemming (Myopus schisticolor)
- Mictomys
  - Nördlicher Moorlemming (Mictomys borealis)
- Synaptomys
  - Südlicher Moorlemming (Synaptomys cooperi)

Nördlicher- und Südlicher Moorlemming wurde bis 2023 in eine gemeinsame Gattung gestellt, die Moorlemminge (Synaptomys). Da der Nördliche Moorlemming aber die Schwestergruppe der Echten Lemminge (Lemmus), ist wurde er in die monotypische Gattung Mictomys verschoben, so dass die Gattung Synaptomys ebenfalls nur noch eine Art enthält.
Die verwandtschaftlichen Beziehungen zeigt das folgende Kladogramm:
|  | \| \| Echte Lemminge (Lemmus) \| \| \| \| \| \| Nördlicher Moorlemming (Mictomys borealis) \| \| \| \| |
|  | |
|  | Südlicher Moorlemming (Synaptomys cooperi)                                                             |
|  | |
|  | Echte Lemminge (Lemmus)                                                                                |
|  | |
|  | Nördlicher Moorlemming (Mictomys borealis)                                                             |
|  | |

|  | Echte Lemminge (Lemmus)                    |
|  |                                            |
|  | Nördlicher Moorlemming (Mictomys borealis) |
|  |                                            |

|  | \| \| Echte Lemminge (Lemmus) \| \| \| \| \| \| Nördlicher Moorlemming (Mictomys borealis) \| \| \| \| |
|  | |
|  | Südlicher Moorlemming (Synaptomys cooperi)                                                             |
|  | |
|  | Echte Lemminge (Lemmus)                                                                                |
|  | |
|  | Nördlicher Moorlemming (Mictomys borealis)                                                             |
|  | |

|  | Echte Lemminge (Lemmus)                    |
|  |                                            |
|  | Nördlicher Moorlemming (Mictomys borealis) |
|  |                                            |

|  | \| \| Echte Lemminge (Lemmus) \| \| \| \| \| \| Nördlicher Moorlemming (Mictomys borealis) \| \| \| \| |
|  | |
|  | Südlicher Moorlemming (Synaptomys cooperi)                                                             |
|  | |
|  | Echte Lemminge (Lemmus)                                                                                |
|  | |
|  | Nördlicher Moorlemming (Mictomys borealis)                                                             |
|  | |

|  | Echte Lemminge (Lemmus)                    |
|  |                                            |
|  | Nördlicher Moorlemming (Mictomys borealis) |
|  |                                            |

|  | \| \| Echte Lemminge (Lemmus) \| \| \| \| \| \| Nördlicher Moorlemming (Mictomys borealis) \| \| \| \| |
|  | |
|  | Südlicher Moorlemming (Synaptomys cooperi)                                                             |
|  | |
|  | Echte Lemminge (Lemmus)                                                                                |
|  | |
|  | Nördlicher Moorlemming (Mictomys borealis)                                                             |
|  | |

|  | Echte Lemminge (Lemmus)                    |
|  |                                            |
|  | Nördlicher Moorlemming (Mictomys borealis) |
|  |                                            |